# Meteoroide

Um meteoroide mostrado entrando na atmosfera, tornando-se visível como um meteoro e atingindo a superfície da Terra como um meteorito

Um meteoroide é um pequeno corpo rochoso ou metálico no espaço sideral.
Os meteoroides são significativamente menores que os asteroides e variam em tamanho de pequenos grãos a objetos de um metro de largura. Objetos menores que isso são classificados como micrometeoroides ou poeira espacial. A maioria são fragmentos de cometas ou asteroides, enquanto outros são detritos de impacto de colisão ejetados de corpos como a Lua ou Marte.
Quando um meteoroide, cometa ou asteroide entra na atmosfera da Terra a uma velocidade tipicamente superior a 20 km/s (72 000 km/h), o aquecimento aerodinâmico desse objeto produz um raio de luz, tanto do objeto brilhante quanto do rastro de partículas brilhantes que ele deixa em seu rastro. Este fenômeno é chamado de meteoro ou "estrela cadente". Os meteoros normalmente se tornam visíveis quando estão a cerca de 100 km acima do nível do mar. Uma série de muitos meteoros que aparecem com segundos ou minutos de intervalo e parecem se originar do mesmo ponto fixo no céu é chamada de chuva de meteoros. Um meteorito são os restos de um meteoroide que sobreviveu à ablação de seu material de superfície durante sua passagem pela atmosfera como um meteoro e impactou o solo.
Estima-se que 25 milhões de meteoroides, micrometeoroides e outros detritos espaciais entram na atmosfera da Terra todos os dias, o que resulta em cerca de 15 000 toneladas desse material entrando na atmosfera a cada ano.

## Meteoroides

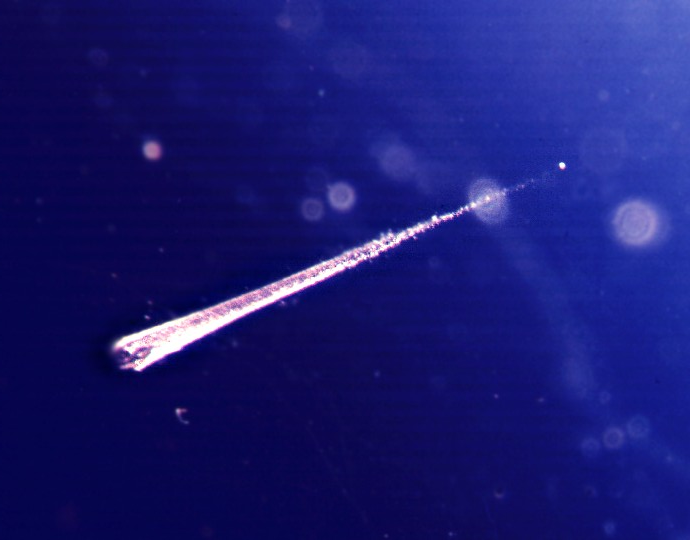
Meteoroide embutido em aerogel; o meteoroide tem 10 µm de diâmetro e sua trilha tem 1,5 mm de comprimento

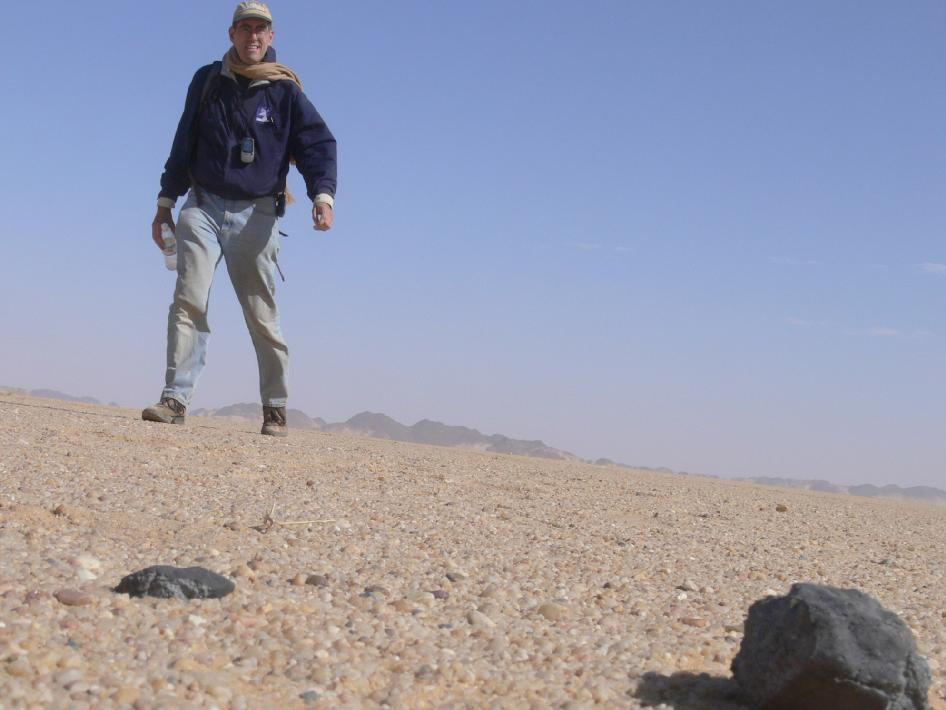
Fragmentos de meteorito encontrados em 28 de fevereiro de 2009, no deserto da Núbia, Sudão

Em 1961, a União Astronômica Internacional (IAU) definiu um meteoroide como "um objeto sólido movendo-se no espaço interplanetário, de tamanho consideravelmente menor que um asteroide e consideravelmente maior que um átomo". Em 1995, Beech e Steel, escrevendo no Quarterly Journal of the Royal Astronomical Society, propôs uma nova definição em que um meteoroide teria entre 100 µm a 10 m de diâmetro. Em 2010, após a descoberta de asteroides abaixo de 10 m de tamanho, Rubin e Grossman propuseram uma revisão da definição anterior de meteoroide para objetos entre 10 µm a um metro de diâmetro para manter a distinção. De acordo com Rubin e Grossman, o tamanho mínimo de um asteroide é dado pelo que pode ser descoberto a partir de telescópios terrestres, então a distinção entre meteoroide e asteroide é confusa. Alguns dos menores asteroides descobertos (com base na magnitude absoluta H) são 2008 TS26 com H = 33,2 e 2011 CQ1 com H = 32.1, ambos com um tamanho estimado de um 1 m. Em abril de 2017, a IAU adotou uma revisão oficial de sua definição, limitando o tamanho entre 30 µm a 1 metro de diâmetro, mas permitindo um desvio para qualquer objeto que cause um meteoro.
Objetos menores que meteoroides são classificados como micrometeoroides e poeira interplanetária. O Minor Planet Center não usa o termo "meteoroide".

### Composição
Quase todos os meteoroides contêm níquel e ferro extraterrestres. Eles têm três classificações principais: ferro, pedra e ferro pedregoso. Alguns meteoroides de pedra contêm inclusões semelhantes a grãos conhecidas como côndrulos e são chamados de condritos. Meteoroides pedregosos sem essas características são chamados de "acondritos", que são tipicamente formados por atividade ígnea extraterrestre; eles contêm pouco ou nenhum ferro extraterrestre. A composição dos meteoroides pode ser inferida à medida que passam pela atmosfera da Terra a partir de suas trajetórias e dos espectros de luz do meteoro resultante. Seus efeitos nos sinais de rádio também fornecem informações, especialmente úteis para meteoros diurnos, que são muito difíceis de observar. A partir dessas medições de trajetória, descobriu-se que os meteoroides têm muitas órbitas diferentes, algumas agrupadas (ver chuva de meteoros) frequentemente associadas a um cometa, outras aparentemente esporádicas. Detritos de fluxos de meteoroides podem eventualmente ser espalhados em outras órbitas. Os espectros de luz, combinados com medições de trajetória e curva de luz, renderam várias composições e densidades, variando de objetos frágeis semelhantes a bolas de neve com densidade cerca de um quarto da densidade do gelo, a rochas densas ricas em níquel-ferro. O estudo de meteoritos também fornece informações sobre a composição de meteoroides não efêmeros.

### No Sistema Solar
A maioria dos meteoroides vem do cinturão de asteroides, tendo sido perturbados pelas influências gravitacionais dos planetas, mas outros são partículas de cometas, dando origem a chuvas de meteoros. Alguns meteoroides são fragmentos de corpos como Marte ou da nossa Lua, que foram lançados no espaço por um impacto.
Os meteoroides viajam ao redor do Sol em uma variedade de órbitas e em várias velocidades. O movimento mais rápido a cerca de 42 km/s (151 200 km/h) através do espaço nas proximidades da órbita da Terra. Esta é a velocidade de escape do Sol, igual à raiz quadrada de duas vezes a velocidade da Terra, e é o limite superior de velocidade de objetos nas proximidades da Terra, a menos que venham do espaço interestelar. A Terra viaja a cerca de 29,6 km/s (106 560 km/h), então quando os meteoroides encontram a atmosfera de frente (o que só ocorre quando os meteoros estão em uma órbita retrógrada, como os Eta Aquáridas, que estão associados ao cometa Halley retrógrado), a combinação a velocidade pode atingir cerca de 71 km/s (255 600 km/h). Meteoroides movendo-se através do espaço orbital da Terra em média cerca de 20 km/s (72 000 km/h).
Em 17 de janeiro de 2013 às 05h21 PST, um cometa de um metro da nuvem de Oort entrou na atmosfera da Terra sobre a Califórnia e Nevada, Estados Unidos. O objeto tinha uma órbita retrógrada com periélio em 0,98 ± 0,03 UA. Ele se aproximou da direção da constelação de Virgem (que estava no sul cerca de 50° acima do horizonte na época), e colidiu de frente com a atmosfera da Terra a 72 ± 6 km/s (259 000 ± 21 000 km/h) vaporizando mais de 100 km acima do solo durante um período de vários segundos.

### Colisão com a atmosfera da Terra
Quando os meteoroides se cruzam com a atmosfera da Terra à noite, eles provavelmente se tornarão visíveis como meteoros. Se os meteoroides sobrevivem à entrada atmosférica e atingem a superfície da Terra, eles são chamados de meteoritos. Os meteoritos são transformados estrutural e quimicamente pelo calor de entrada e pela força do impacto. Um notável asteroide de 4 m, 2008 TC3, foi observado no espaço em rota de colisão com a Terra em 6 de outubro de 2008 e entrou na atmosfera da Terra no dia seguinte, atingindo uma área remota do norte do Sudão. Foi a primeira vez que um meteoroide foi observado no espaço e rastreado antes de impactar com a Terra. A NASA produziu um mapa mostrando as colisões de asteroides mais notáveis com a Terra e sua atmosfera de 1994 a 2013 a partir de dados coletados por sensores do governo dos Estados Unidos (ver abaixo).

## Meteoros

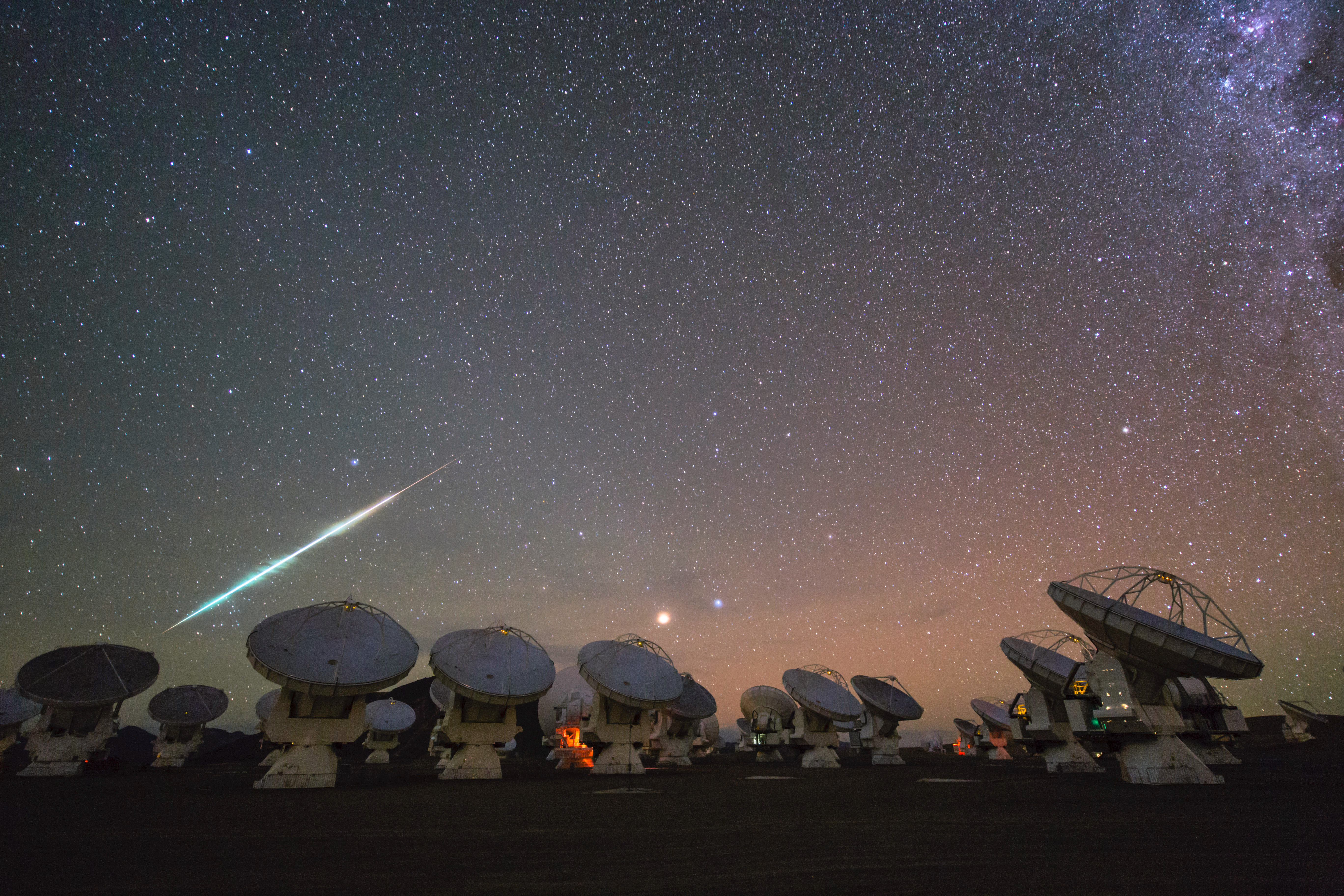
Meteoro visto no Atacama Large Millimeter Array (ALMA)

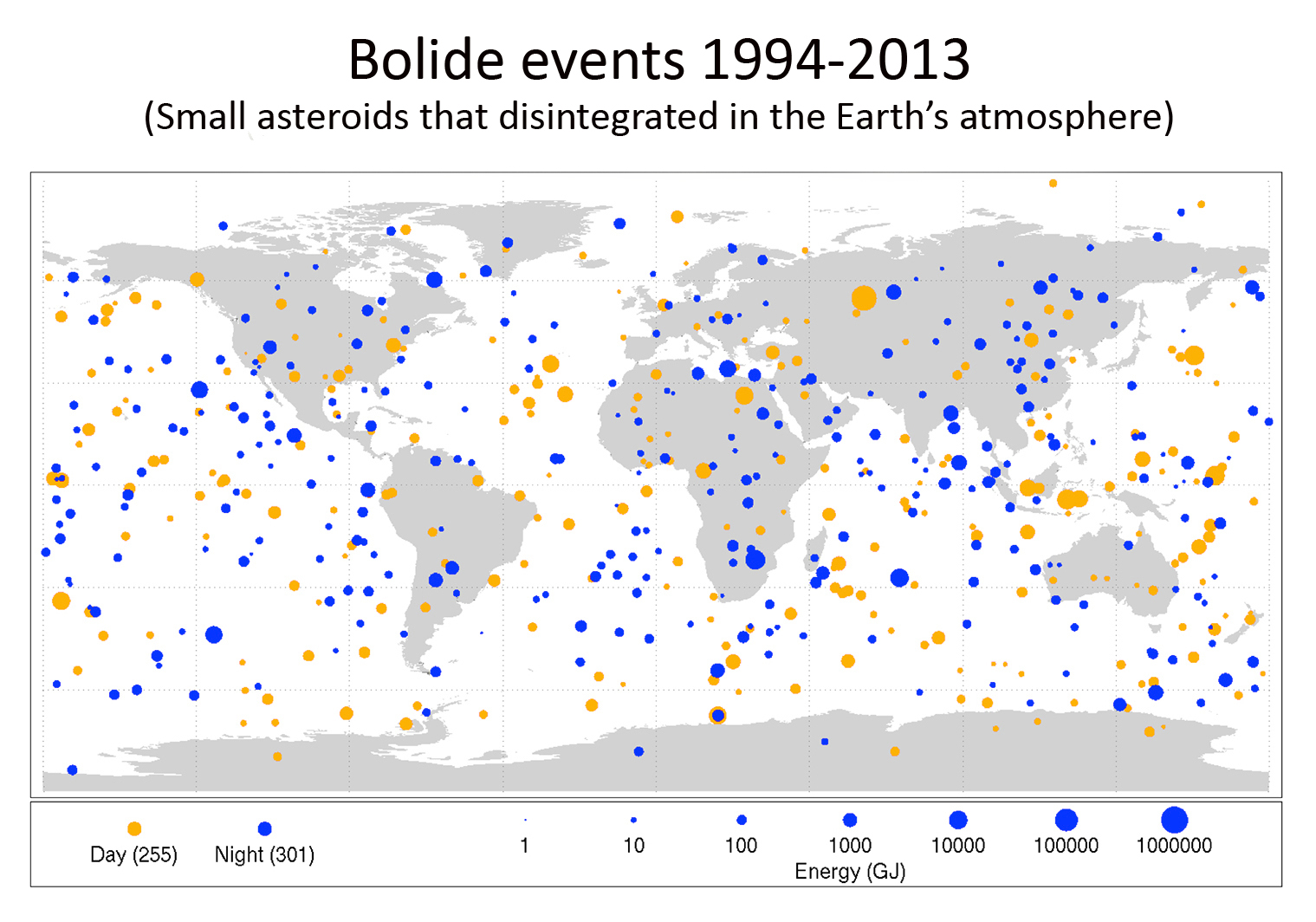
Mapa mundial dos grandes eventos meteóricos (ver #Bola de fogo abaixo)

Um meteoro, conhecido coloquialmente como estrela cadente, é a passagem visível de um meteoroide brilhante, micrometeoroide, cometa ou asteroide através da atmosfera da Terra, depois de ser aquecido à incandescência por colisões com moléculas de ar na atmosfera superior, criando um raio de luz através de seu movimento rápido e às vezes também derramando material brilhante em seu rastro. Embora um meteoro possa parecer estar a algumas centenas de metros da Terra, os meteoros normalmente ocorrem na mesosfera em altitudes de 76 a 100 km. A raiz da palavra meteoro vem do grego meteōros, que significa "alto no ar".
Milhões de meteoros ocorrem diariamente na atmosfera da Terra. A maioria dos meteoroides que causam meteoros são do tamanho de um grão de areia, ou seja, geralmente são do tamanho de um milímetro ou menor. Os tamanhos dos meteoroides podem ser calculados a partir de sua massa e densidade que, por sua vez, podem ser estimadas a partir da trajetória observada do meteoro na atmosfera superior. Os meteoros podem ocorrer em chuvas, que surgem quando a Terra passa por um fluxo de detritos deixados por um cometa, ou como meteoros "aleatórios" ou "esporádicos", não associados a um fluxo específico de detritos espaciais. Vários meteoros específicos foram observados, em grande parte por membros do público e em grande parte por acidente, mas com detalhes suficientes para que as órbitas dos meteoroides que os produzem tenham sido calculadas. As velocidades atmosféricas dos meteoros resultam do movimento da Terra em torno do Sol a cerca de 30 km/s (107 800 km/h), das velocidades orbitais dos meteoroides e do poço gravitacional da Terra.
Os meteoros tornam-se visíveis entre cerca de 75 a 120 km acima da Terra. Eles geralmente se desintegram em altitudes de 50 a 95 km. Os meteoros têm aproximadamente 50% de chance de uma colisão à luz do dia (ou quase à luz do dia) com a Terra. A maioria dos meteoros são, no entanto, observados à noite, quando a escuridão permite que objetos mais fracos sejam reconhecidos. Para corpos com uma escala de tamanho maior que 10 cm a vários metros, a visibilidade do meteoro se deve à pressão atmosférica (não ao atrito) que aquece o meteoroide para que ele brilhe e crie um rastro brilhante de gases e partículas de meteoroides derretidas. Os gases incluem material meteoroide vaporizado e gases atmosféricos que aquecem quando o meteoroide passa pela atmosfera. A maioria dos meteoros brilham por cerca de um segundo.

### História
Embora os meteoros sejam conhecidos desde os tempos antigos, eles não eram conhecidos como um fenômeno astronômico até o início do século XIX. Antes disso, eles eram vistos no Ocidente como um fenômeno atmosférico, como relâmpagos, e não estavam relacionados com histórias estranhas de rochas caindo do céu. Em 1807, o professor de química da Universidade Yale, Benjamin Silliman, investigou um meteorito que caiu em Weston, Connecticut, Estados Unidos. Silliman acreditava que o meteoro tinha uma origem cósmica, mas os meteoros não atraíram muita atenção dos astrônomos até a espetacular tempestade de meteoros de novembro de 1833. Pessoas em todo o leste dos Estados Unidos viram milhares de meteoros, irradiando de um único ponto no céu. Observadores astutos notaram que o radiante, como o ponto agora é chamado, movia-se com as estrelas, permanecendo na constelação de Leo.
O astrônomo Denison Olmsted fez um extenso estudo dessa tempestade e concluiu que ela tinha origem cósmica. Depois de revisar os registros históricos, Heinrich Olbers previu o retorno da tempestade em 1867, o que chamou a atenção de outros astrônomos para o fenômeno. O trabalho histórico mais completo de Hubert A. Newton levou a uma previsão refinada de 1866, que provou ser correta. Com o sucesso de Giovanni Schiaparelli em conectar as Leônidas (como agora são chamadas) com o cometa 55P/Tempel-Tuttle, a origem cósmica dos meteoros estava agora firmemente estabelecida. Ainda assim, eles continuam sendo um fenômeno atmosférico e mantêm seu nome "meteoro" da palavra grega para "atmosférico".

### Bola de fogo
Uma bola de fogo é um meteoro mais brilhante que o normal que também se torna visível a cerca de 100 km acima do nível do mar. A União Astronômica Internacional (IAU) define uma bola de fogo como "um meteoro mais brilhante do que qualquer um dos planetas" (magnitude aparente −4 ou maior). A Organização Internacional de Meteoros (uma organização amadora que estuda meteoros) tem uma definição mais rígida. Ele define uma bola de fogo como um meteoro que teria uma magnitude de −3 ou mais brilhante se visto no zênite. Esta definição corrige a maior distância entre um observador e um meteoro próximo ao horizonte. Por exemplo, um meteoro de magnitude −1 a 5 graus acima do horizonte seria classificado como uma bola de fogo porque, se o observador estivesse diretamente abaixo do meteoro, teria aparecido como magnitude −6.
Bolas de fogo que atingem magnitude aparente −14 ou mais brilhantes são chamadas de bólidos. A IAU não tem uma definição oficial de "bólido", e geralmente considera o termo sinônimo de "bola de fogo". Os astrônomos costumam usar "bólido" para identificar uma bola de fogo excepcionalmente brilhante, particularmente uma que explode em uma explosão de meteoro. Eles às vezes são chamados de bolas de fogo detonantes. Também pode ser usado para significar uma bola de fogo que cria sons audíveis. No final do século XX, bólido também passou a significar qualquer objeto que atinge a Terra e explode, independentemente de sua composição (asteroide ou cometa). A palavra bólido vem do grego βολίς (bolis) que pode significar míssil ou flash. Se a magnitude de um bólido atingir −17 ou mais brilhante, é conhecido como superbólido. Uma porcentagem relativamente pequena de bolas de fogo atinge a atmosfera da Terra e depois voltam para o espaço novamente: estas são chamadas de bolas de fogo que pastam na Terra. Tal evento aconteceu em plena luz do dia sobre a América do Norte em 1972. Outro fenômeno raro é uma procissão de meteoros, onde o meteoro se divide em várias bolas de fogo viajando quase paralelas à superfície da Terra.
Um número cada vez maior de bolas de fogo são registrados na American Meteor Society todos os anos. Existem provavelmente mais de 500.000 bolas de fogo por ano, mas a maioria passa despercebida porque a maioria ocorre sobre o oceano e metade ocorre durante o dia. A European Fireball Network e a NASA All-sky Fireball Network detectam e rastreiam muitas bolas de fogo.
| Ano    | 2008 | 2009 | 2010 | 2011  | 2012  | 2013  | 2014  | 2015  | 2016  | 2017  | 2018  |
| ------ | ---- | ---- | ---- | ----- | ----- | ----- | ----- | ----- | ----- | ----- | ----- |
| Número | 724  | 668  | 941  | 1 653 | 2 172 | 3 556 | 3 778 | 4 233 | 5 371 | 5 470 | 4 301 |

### Efeito na atmosfera

Um meteoroide das Perseidas com um tamanho de cerca de 10 mm entrando na atmosfera terrestre em tempo real. O meteoroide está na ponta brilhante da trilha, e a ionização da mesosfera ainda é visível na cauda

A entrada de meteoroides na atmosfera da Terra produz três efeitos principais: ionização das moléculas atmosféricas, poeira que o meteoroide libera e o som da passagem. Durante a entrada de um meteoroide ou asteroide na alta atmosfera, é criado um rastro de ionização, onde as moléculas de ar são ionizadas pela passagem do meteoro. Essas trilhas de ionização podem durar até 45 minutos por vez.
Pequenos meteoroides do tamanho de grãos de areia estão entrando na atmosfera constantemente, essencialmente a cada poucos segundos em qualquer região da atmosfera e, portanto, trilhas de ionização podem ser encontradas na atmosfera superior mais ou menos continuamente. Quando as ondas de rádio são refletidas nessas trilhas, isso é chamado de comunicações de explosão de meteoros. Os radares de meteoros podem medir a densidade atmosférica e os ventos medindo a taxa de decaimento e o deslocamento Doppler de uma trilha de meteoro. A maioria dos meteoroides queimam quando entram na atmosfera. Os detritos restantes são chamados de poeira meteórica ou apenas poeira de meteoro. Partículas de poeira de meteoros podem persistir na atmosfera por até vários meses. Essas partículas podem afetar o clima, tanto espalhando radiação eletromagnética quanto catalisando reações químicas na atmosfera superior. Meteoroides ou seus fragmentos alcançam voo escuro após desaceleração até a velocidade terminal. O voo escuro começa quando eles desaceleram para cerca de 2–4 km/s (7 200–14 300 km/h). Fragmentos maiores caem mais abaixo no campo disperso.

#### Cores

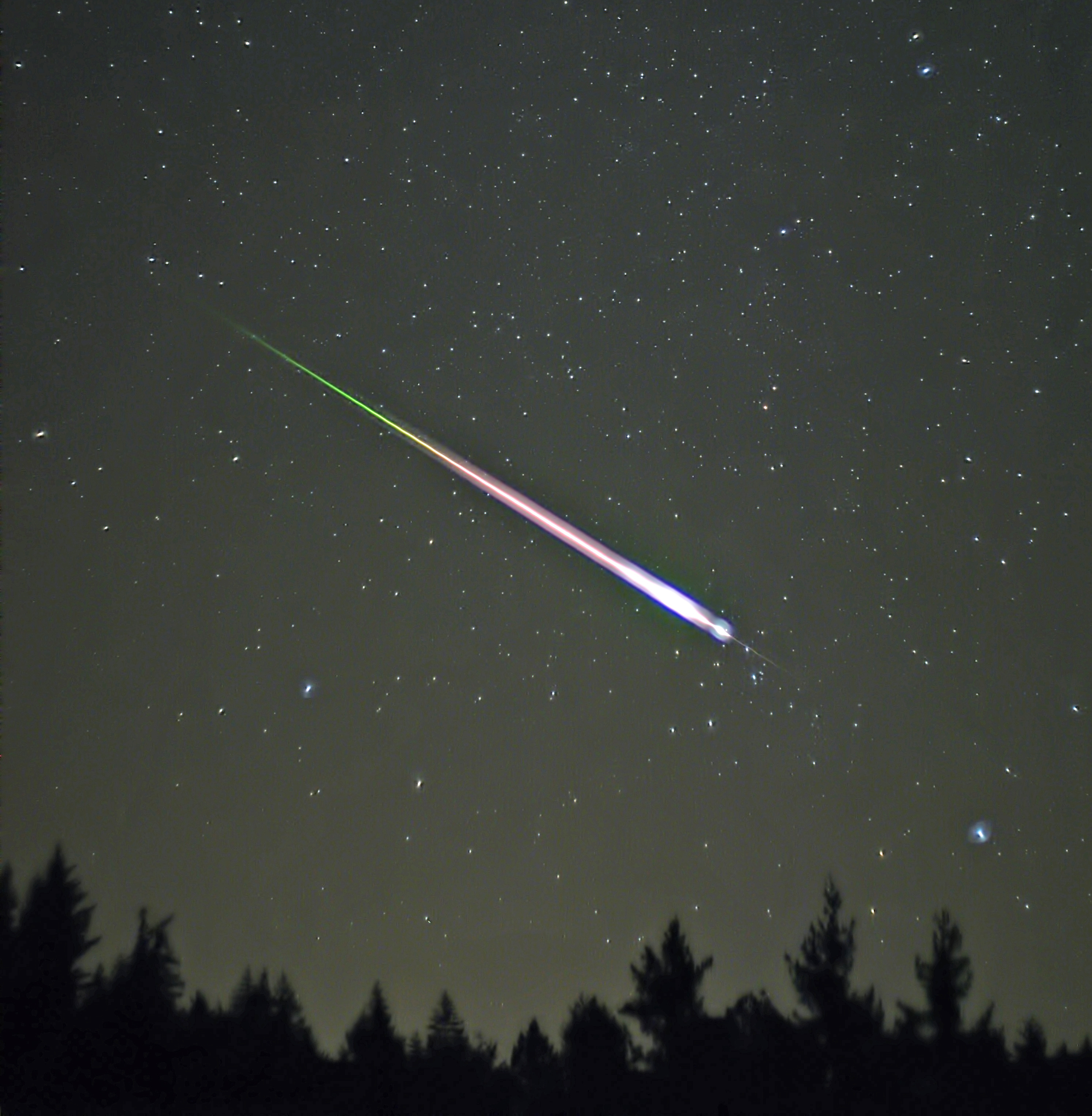
Um meteoro da chuva de meteoros Leónidas; a fotografia mostra o meteoro, pós-brilho e rastro como componentes distintos

A luz visível produzida por um meteoro pode assumir várias tonalidades, dependendo da composição química do meteoroide e da velocidade de seu movimento pela atmosfera. À medida que as camadas do meteoroide se desgastam e ionizam, a cor da luz emitida pode mudar de acordo com a estratificação dos minerais. As cores dos meteoros dependem da influência relativa do conteúdo metálico do meteoroide versus o plasma de ar superaquecido, que sua passagem produz:
- Amarelo-alaranjado (sódio)
- Amarelo (ferro)
- Azul-esverdeado (magnésio)
- Violeta (cálcio)
- Vermelho (nitrogênio atmosférico e oxigênio)

#### Manifestações acústicas
O som gerado por um meteoro na atmosfera superior, como um estrondo sônico, normalmente chega muitos segundos depois que a luz visual de um meteoro desaparece. Ocasionalmente, como na chuva de meteoros Leónidas de 2001, sons de "crepitação", "chiado" ou "assobio" foram relatados, ocorrendo no mesmo instante de uma explosão de meteoro. Sons semelhantes também foram relatados durante exibições intensas das auroras da Terra.
Teorias sobre a geração desses sons podem explicá-los parcialmente. Por exemplo, cientistas da NASA sugeriram que a turbulenta esteira ionizada de um meteoro interage com o campo magnético da Terra, gerando pulsos de ondas de rádio. À medida que a trilha se dissipa, megawatts de energia eletromagnética podem ser liberados, com um pico no espectro de energia nas frequências de áudio. As vibrações físicas induzidas pelos impulsos eletromagnéticos seriam então ouvidas se fossem poderosas o suficiente para fazer vibrar gramíneas, plantas, armações de óculos, o próprio corpo do ouvinte (ver efeito auditivo de microondas) e outros materiais condutores. Este mecanismo proposto, embora provado ser plausível por trabalho de laboratório, permanece sem suporte por medições correspondentes no campo. Gravações de som feitas sob condições controladas na Mongólia em 1998 apoiam a afirmação de que os sons são reais. (Ver também Bólido)

### Chuva de meteoros

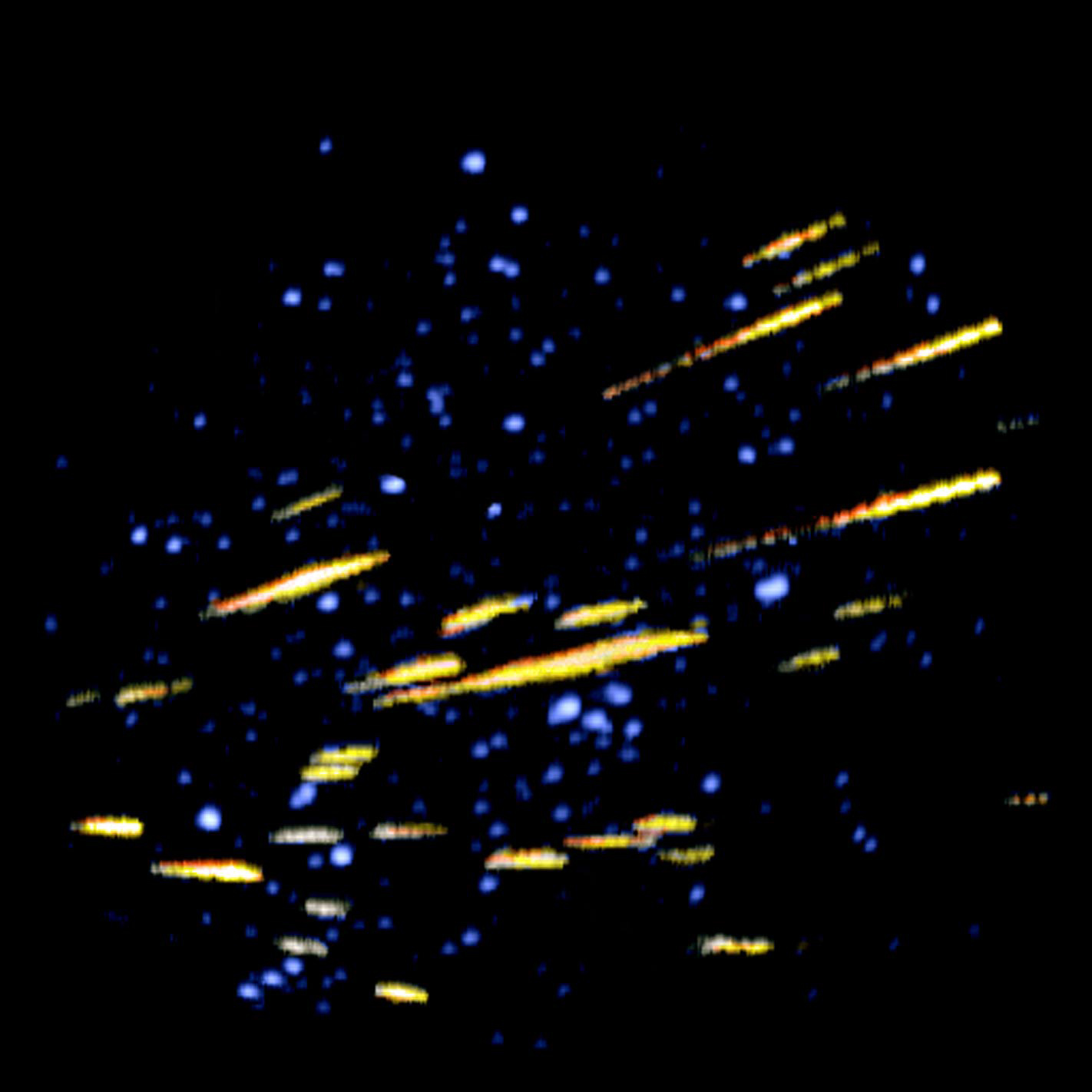
Vários meteoros fotografados durante um tempo de exposição prolongado durante uma chuva de meteoros

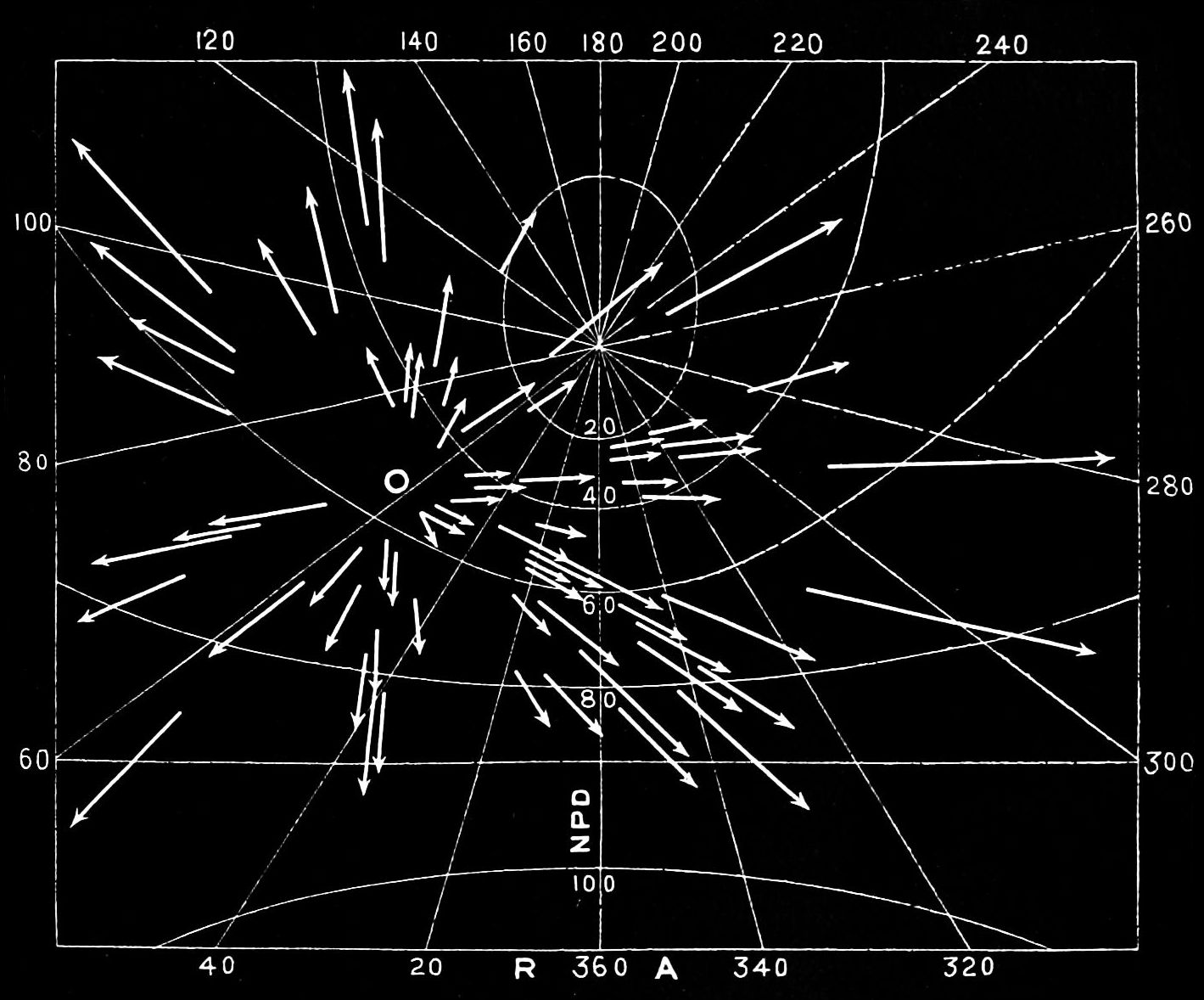
Chuva de meteoros no gráfico

Uma chuva de meteoros é o resultado de uma interação entre um planeta, como a Terra, e fluxos de detritos de um cometa ou outra fonte. A passagem da Terra por detritos cósmicos de cometas e outras fontes é um evento recorrente em muitos casos. Cometas podem produzir detritos por arraste de vapor de água, como demonstrado por Fred Whipple em 1951, e por separação. Cada vez que um cometa passa ao lado do Sol em sua órbita, parte de seu gelo vaporiza e uma certa quantidade de meteoroides é lançada. Os meteoroides se espalham ao longo de toda a órbita do cometa para formar um fluxo de meteoroide, também conhecido como "rastro de poeira" (em oposição à "cauda de poeira" de um cometa causada pelas partículas muito pequenas que são rapidamente sopradas pela pressão da radiação solar).
A frequência de avistamentos de bolas de fogo aumenta em cerca de 10 a 30% durante as semanas do equinócio vernal. Até mesmo as quedas de meteoritos são mais comuns durante a primavera do hemisfério norte. Embora esse fenômeno seja conhecido há algum tempo, a razão por trás da anomalia não é totalmente compreendida pelos cientistas. Alguns pesquisadores atribuem isso a uma variação intrínseca na população de meteoroides ao longo da órbita da Terra, com um pico de grandes detritos produtores de bolas de fogo por volta da primavera e início do verão. Outros apontaram que durante este período a eclíptica está (no hemisfério norte) alta no céu no final da tarde e no início da noite. Isso significa que os radiantes de bola de fogo com uma fonte asteroidal estão no alto do céu (facilitando taxas relativamente altas) no momento em que os meteoroides "alcançam" a Terra, vindo de trás indo na mesma direção que a Terra. Isso causa velocidades relativamente baixas e, a partir disso, baixas velocidades de entrada, o que facilita a sobrevivência dos meteoritos. Também gera altas taxas de bola de fogo no início da noite, aumentando as chances de relatos de testemunhas oculares. Isso explica uma parte, mas talvez não toda a variação sazonal. Pesquisas estão em andamento para mapear as órbitas dos meteoros para obter uma melhor compreensão do fenômeno.

### Meteoros notáveis
1992 — Peekskill, Nova Iorque

Comparação de tamanhos aproximados de impactadores notáveis com o meteorito Hoba, Boeing 747 e um ônibus New Routemaster

O meteorito Peekskill foi gravado em 9 de outubro de 1992 por pelo menos 16 cinegrafistas independentes. Relatos de testemunhas oculares indicam que a bola de fogo do meteorito Peekskill começou na Virgínia Ocidental às 23:48 UT (±1 min). A bola de fogo, que viajou na direção nordeste, tinha uma cor esverdeada pronunciada e atingiu uma magnitude visual de pico estimada de -13. Durante um tempo de voo luminoso que excedeu 40 segundos, a bola de fogo cobriu um caminho terrestre de cerca de 700 a 800 km. recuperado em Peekskill, Nova Iorque, para o qual o evento e objeto ganharam seu nome, tinha uma massa de 12.4 kg e foi posteriormente identificado como um meteorito H6 de brecha monomict. O registro em vídeo sugere que o meteorito Peekskill teve vários companheiros em uma ampla área. É improvável que os companheiros sejam recuperados no terreno montanhoso e arborizado nas proximidades de Peekskill.
2009 — Bone, Indonésia
Uma grande bola de fogo foi observada nos céus perto de Bone, Celebes, Indonésia em 8 de outubro de 2009. Isto foi pensado para ser causado por um asteroide de aproximadamente 10 m de diâmetro. A bola de fogo continha uma energia estimada de 50 quilotons de TNT, ou cerca de duas vezes a bomba atômica de Nagasaki. Não foram relatados feridos.
2009 — Sudoeste dos Estados Unidos
Um grande bólido foi relatado em 18 de novembro de 2009 no sudeste da Califórnia, norte do Arizona, Utah, Wyoming, Idaho e Colorado. Às 00:07, hora local, uma câmera de segurança na alta altitude Observatório Willard L. Eccles (2 930 m acima do nível do mar) gravou um filme da passagem do objeto para o norte. De particular interesse neste vídeo é a imagem esférica "fantasma" ligeiramente à direita do objeto principal (isto é provavelmente um reflexo da lente da bola de fogo intensa), e a explosão brilhante da bola de fogo associada à separação de uma fração substancial do objeto. Uma trilha de objetos pode ser vista continuando para o norte após o evento brilhante da bola de fogo. O choque da separação final desencadeou sete estações sismológicas no norte de Utah; um ajuste de tempo para os dados sísmicos rendeu uma localização terminal do objeto em 40.286 N, −113.191 W, altitude 90 000 pés (27 km). Isso fica acima do Campo de Testes de Dugway, uma base de testes fechada do Exército dos Estados Unidos.
2013 — Oblast de Tcheliabinsk, Rússia
O meteoro de Tcheliabinsk era uma bola de fogo extremamente brilhante e explosiva, conhecida como superbólido, medindo cerca de 17 a 20 m de diâmetro, com uma massa inicial estimada de 11 000 toneladas, quando o asteroide relativamente pequeno entrou na atmosfera da Terra. Foi o maior objeto natural conhecido a entrar na atmosfera da Terra desde o evento de Tunguska em 1908. Mais de 1 500 pessoas ficaram feridas principalmente por vidro de janelas quebradas causadas pela explosão de ar aproximadamente 25 a 30 km acima dos arredores de Tcheliabinsk, Rússia em 15 de fevereiro de 2013. Uma faixa cada vez mais brilhante foi observada durante o dia da manhã com um grande rastro atrás. Em não menos de 1 minuto e até pelo menos 3 minutos após o objeto atingir o pico de intensidade (dependendo da distância da trilha), uma grande explosão concussiva foi ouvida que quebrou janelas e disparou alarmes de carros, que foi seguido por uma série de explosões menores.
2019 — Centro-Oeste dos Estados Unidos
Em 11 de novembro de 2019, um meteoro foi visto cruzando os céus do Centro-Oeste dos Estados Unidos. Na área de St. Louis, Missouri, câmeras de segurança, câmeras de painel, webcams e campainhas de vídeo capturaram o objeto enquanto ele queimava na atmosfera terrestre. O meteoro superbólido fazia parte da chuva de meteoros Taurídeos do Sul. Viajou de leste a oeste, terminando sua trajetória de voo visível em algum lugar sobre o estado da Carolina do Sul, tornando-se visível mais uma vez ao entrar na atmosfera da Terra, criando uma grande bola de fogo. A bola de fogo era mais brilhante que o planeta Vênus no céu noturno.

### Galeria de meteoros

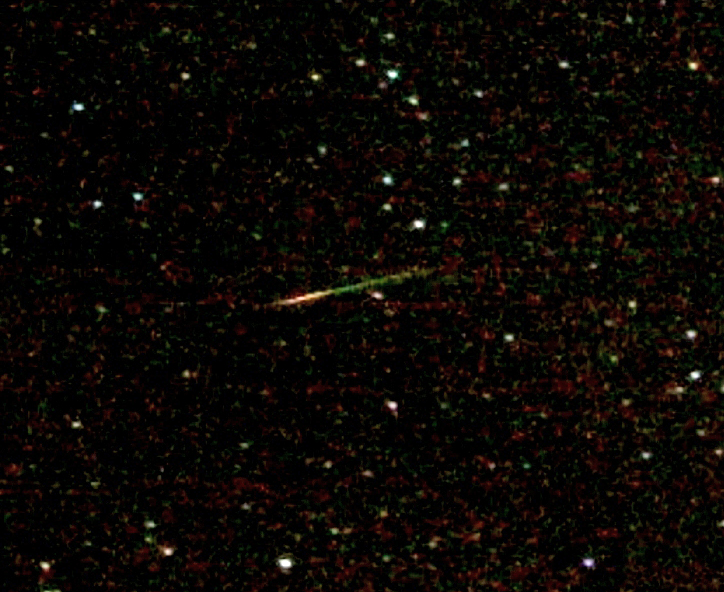
Meteoro Oriónidas
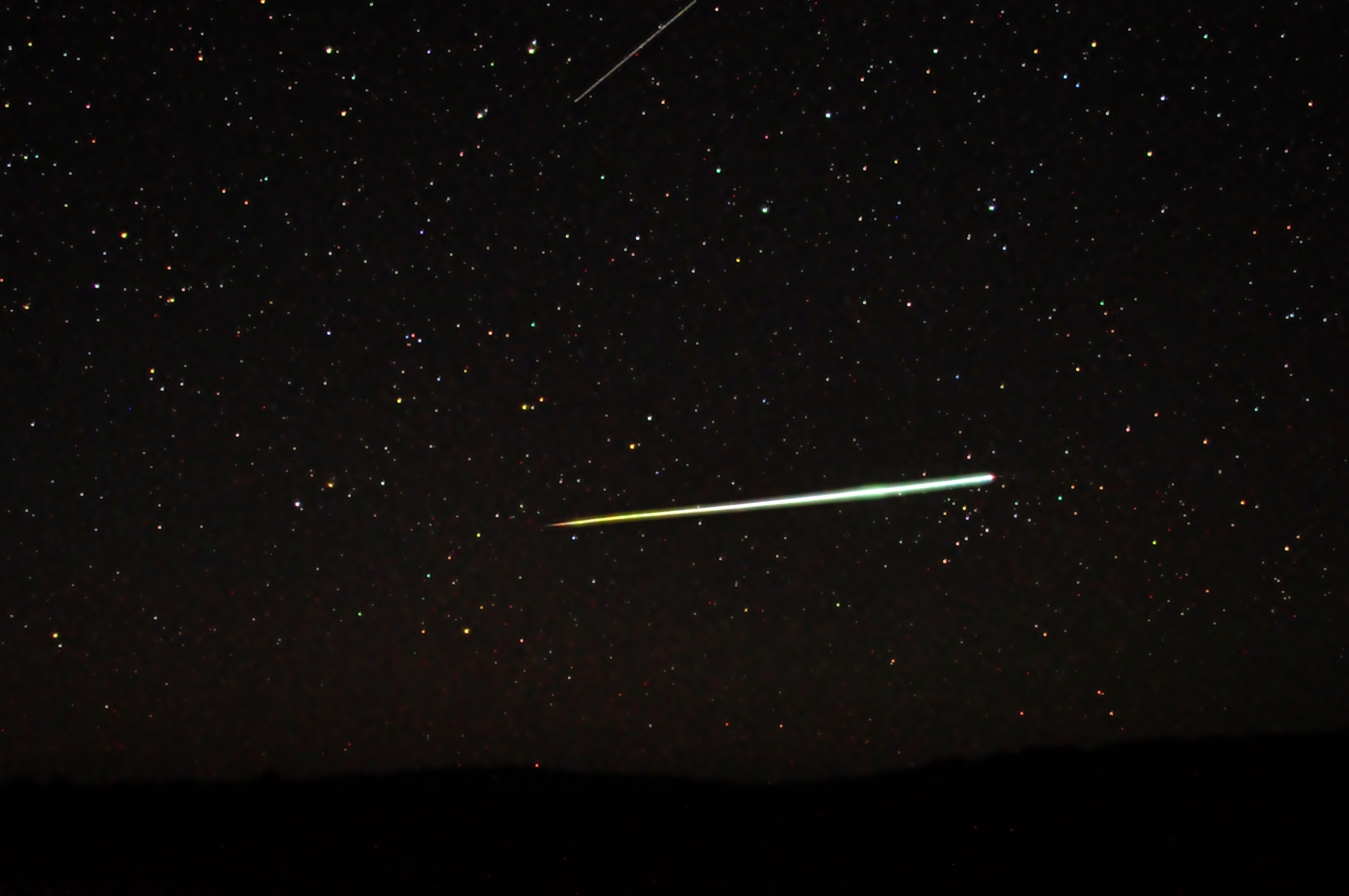
Bólido esporádico sobre o deserto da Austrália Central e um Líridas (borda superior)
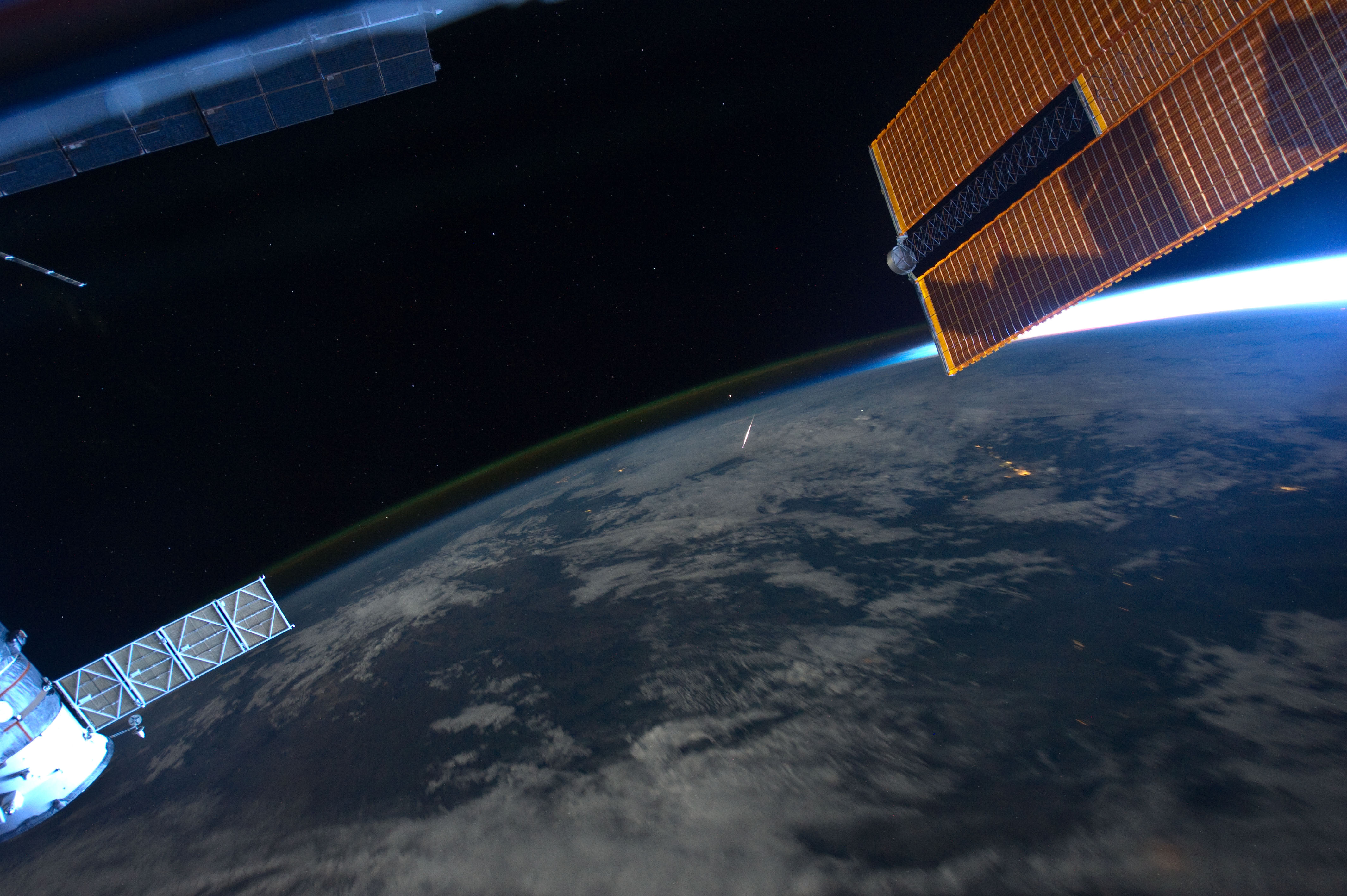
Meteoro (centro) visto da Estação Espacial Internacional
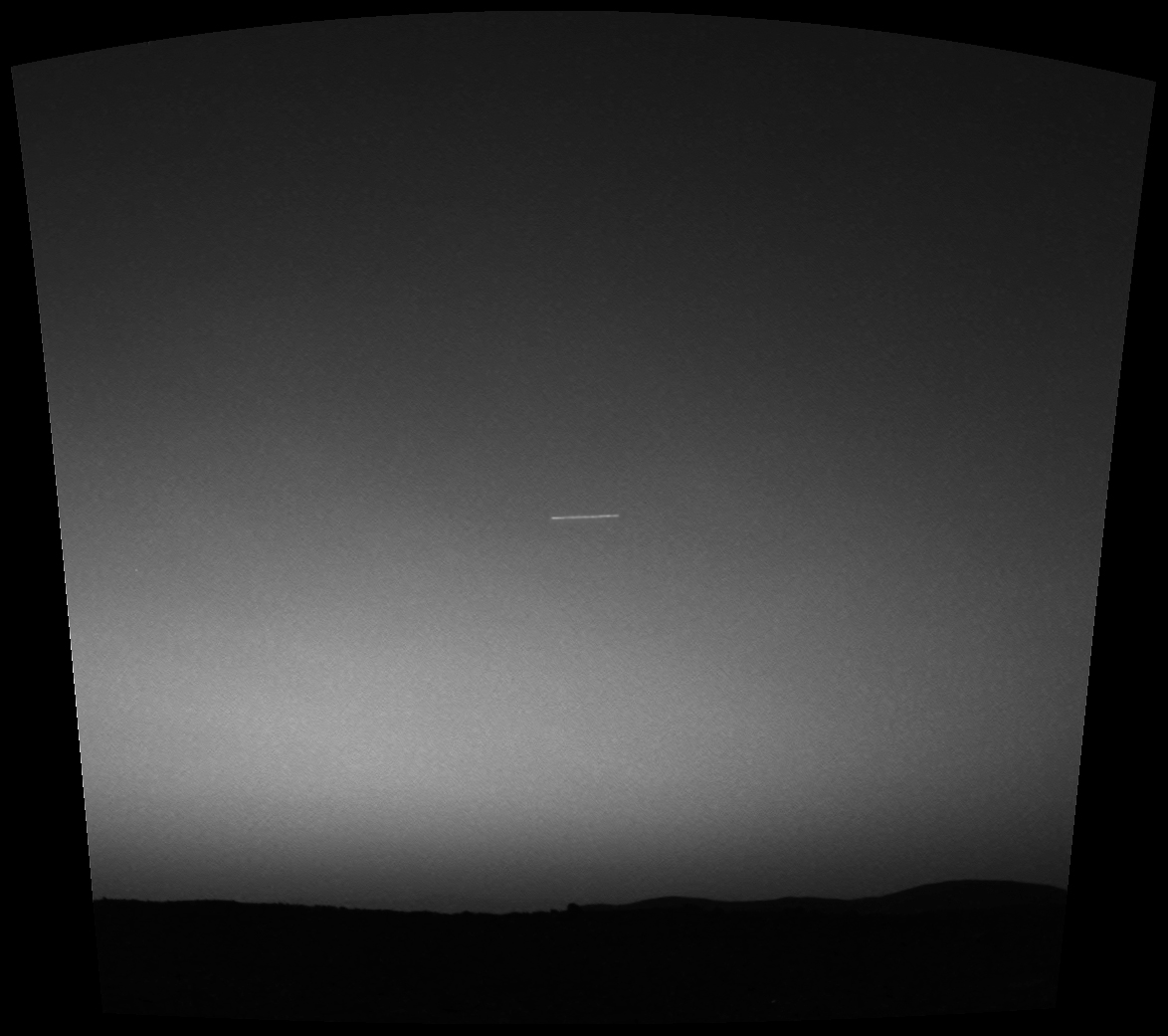
Possível meteoro (centro) fotografado de Marte, 7 de março de 2004, pelo MER-A Spirit
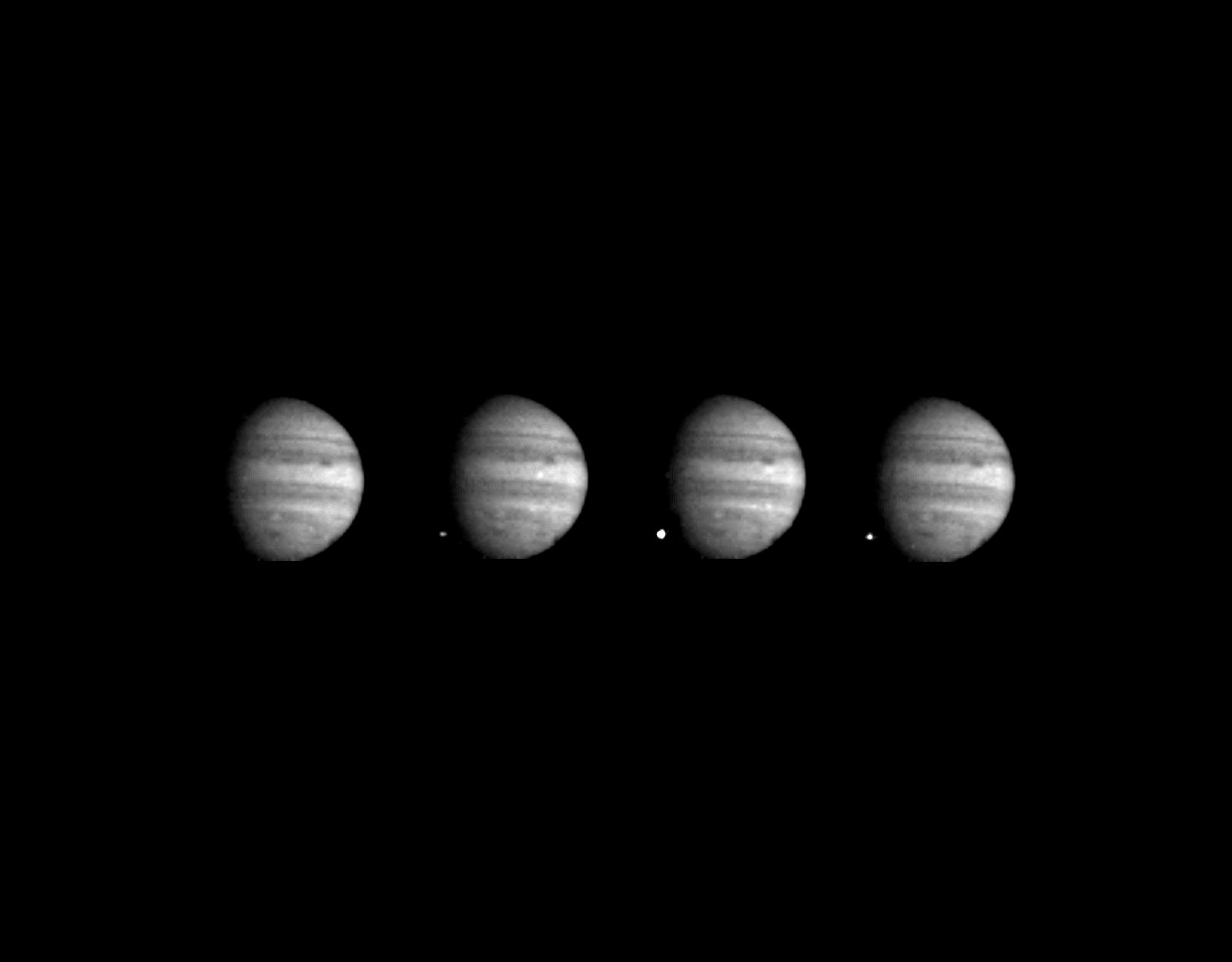
Cometa Shoemaker-Levy 9 colidindo com Júpiter: A sequência mostra o fragmento W se transformando em uma bola de fogo no lado escuro do planeta

## Meteoritos

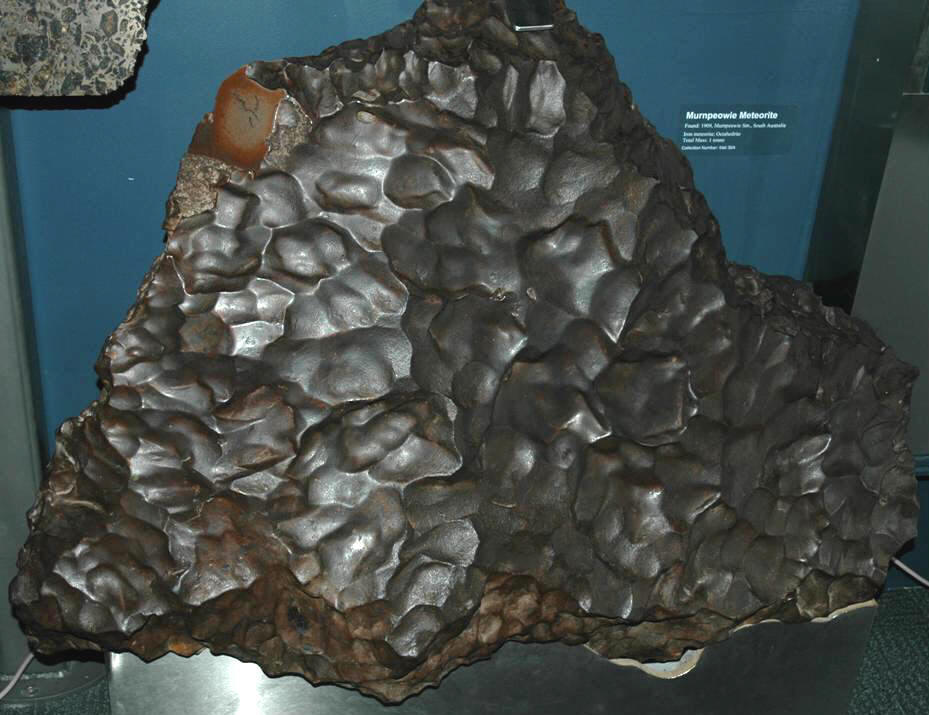
Meteorito Murnpeowie, um meteorito de ferro com regmaglypts semelhantes a impressões digitais (Austrália, 1910)

Um meteorito é uma porção de um meteoroide ou asteroide que sobrevive à sua passagem pela atmosfera e atinge o solo sem ser destruído. Meteoritos são algumas vezes, mas nem sempre, encontrados em associação com crateras de impacto de hipervelocidade; durante colisões energéticas, todo o impactor pode ser vaporizado, sem deixar meteoritos. Os geólogos usam o termo "bólido" em um sentido diferente dos astrônomos para indicar um impactor muito grande. Por exemplo, o USGS usa o termo para significar um grande projétil genérico de formação de crateras de uma maneira "para implicar que não sabemos a natureza precisa do corpo impactante ... se é um asteroide rochoso ou metálico, ou um cometa de gelo, por exemplo".
Meteoroides também atingiram outros corpos do Sistema Solar. Em corpos pedregosos como a Lua ou Marte, que têm pouca ou nenhuma atmosfera, eles deixam crateras duradouras.

### Frequência de impactos
O diâmetro do maior impactor a atingir a Terra em um determinado dia provavelmente será de cerca de 40 cm, em um determinado ano cerca de 4 m e em um determinado século cerca de 20 m. Essas estatísticas são obtidas pelo seguinte:
Ao longo de pelo menos 5 cm a cerca de 300 m, a taxa na qual a Terra recebe meteoros obedece a uma distribuição de lei de potência da seguinte forma:
{\displaystyle N(>D)=37D^{-2.7}\ }
onde {\displaystyle N} ({\displaystyle >D}) é o número esperado de objetos maiores que um diâmetro de {\displaystyle D} m para atingir a Terra em um ano. Isso é baseado em observações de meteoros brilhantes vistos do solo e do espaço, combinados com pesquisas de asteroides próximos da Terra. Acima de 300 m de diâmetro, a taxa prevista é um pouco maior, com um asteroide de 2 km (equivalente a um teraton TNT) a cada 2 milhões de anos, cerca de 10 vezes mais que a lei de potência extrapolação poderia prever.

### Crateras de impacto
As colisões de meteoroides com objetos sólidos do Sistema Solar, incluindo a Lua, Mercúrio, Calisto, Ganímedes e a maioria das pequenas luas e asteroides, criam crateras de impacto, que são as características geográficas dominantes de muitos desses objetos. Em outros planetas e luas com processos geológicos de superfície ativos, como Terra, Vênus, Marte, Europa, Io e Titã, as crateras de impacto visíveis podem ser erodidas, enterradas ou transformadas pela tectônica ao longo do tempo. Na literatura inicial, antes que o significado das crateras de impacto fosse amplamente reconhecido, os termos criptoexplosão ou estrutura criptovulcânica eram frequentemente usados para descrever o que agora é reconhecido como características relacionadas ao impacto na Terra. O material terrestre derretido ejetado de uma cratera de impacto de meteorito pode esfriar e solidificar em um objeto conhecido como tectito. Estes são muitas vezes confundidos com meteoritos.

### Gallery of meteorites

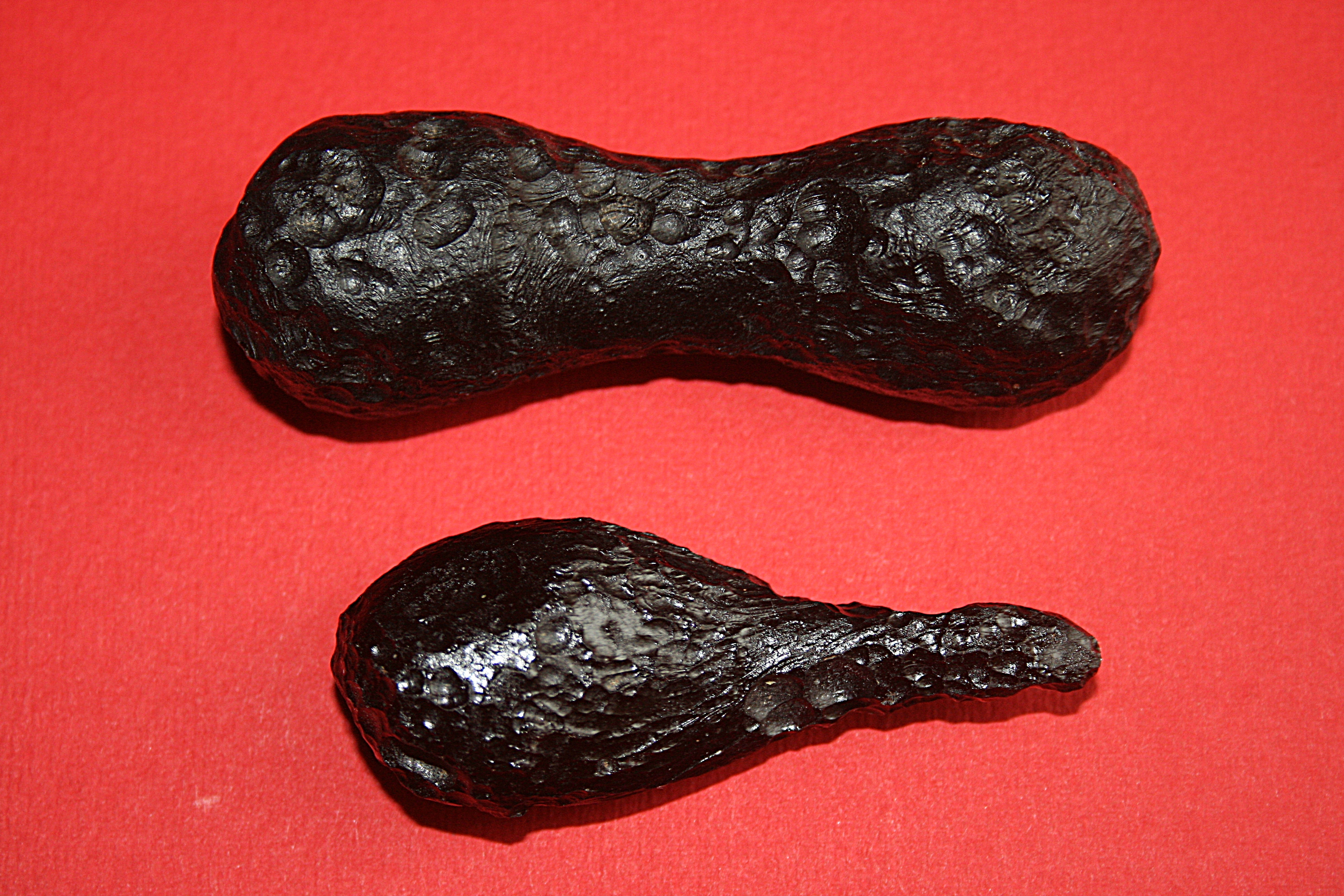
Dois tectitos, material ejetado terrestre derretido de um impacto de meteorito
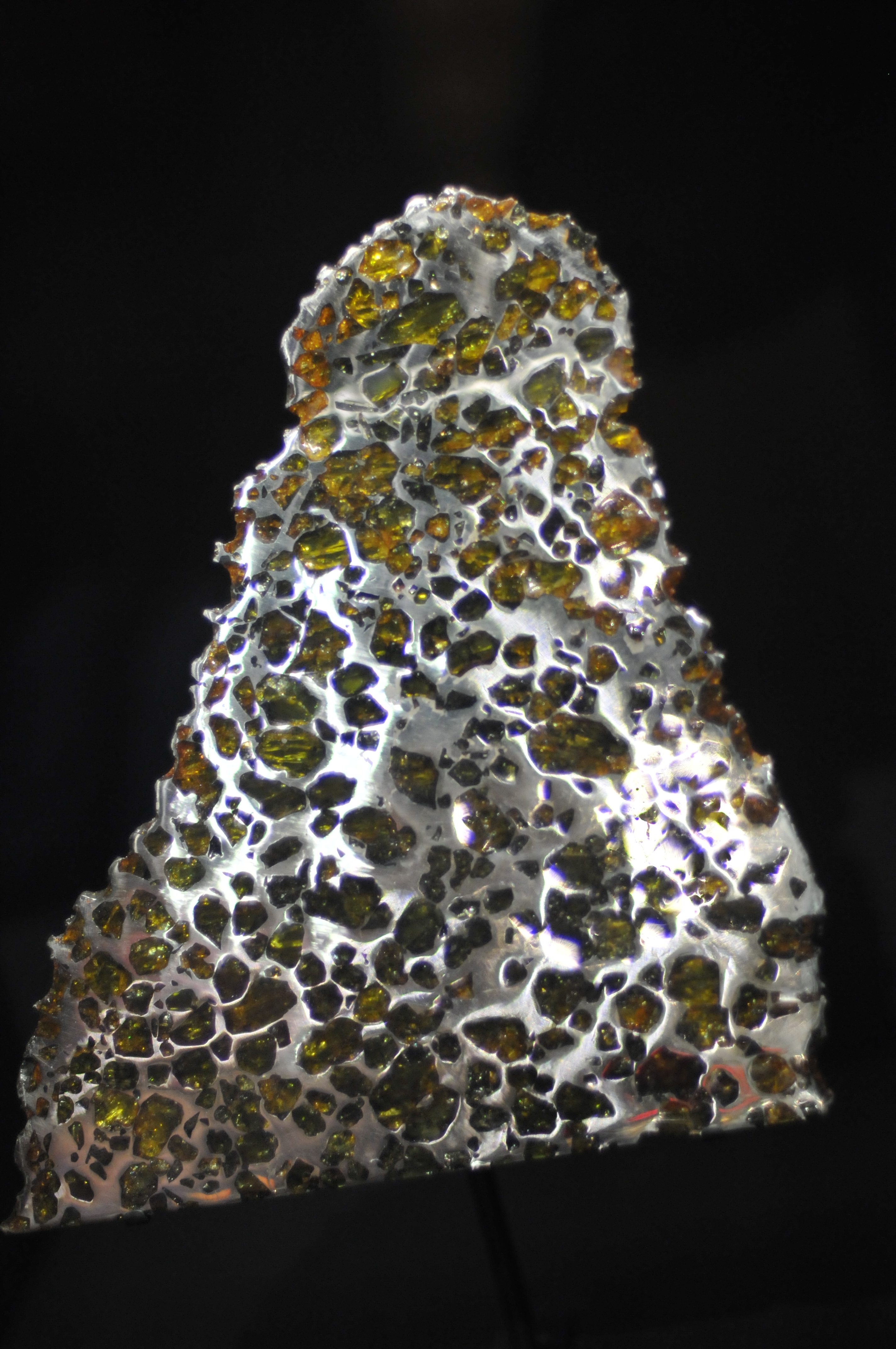
Uma fatia parcial do pallasite Esquel
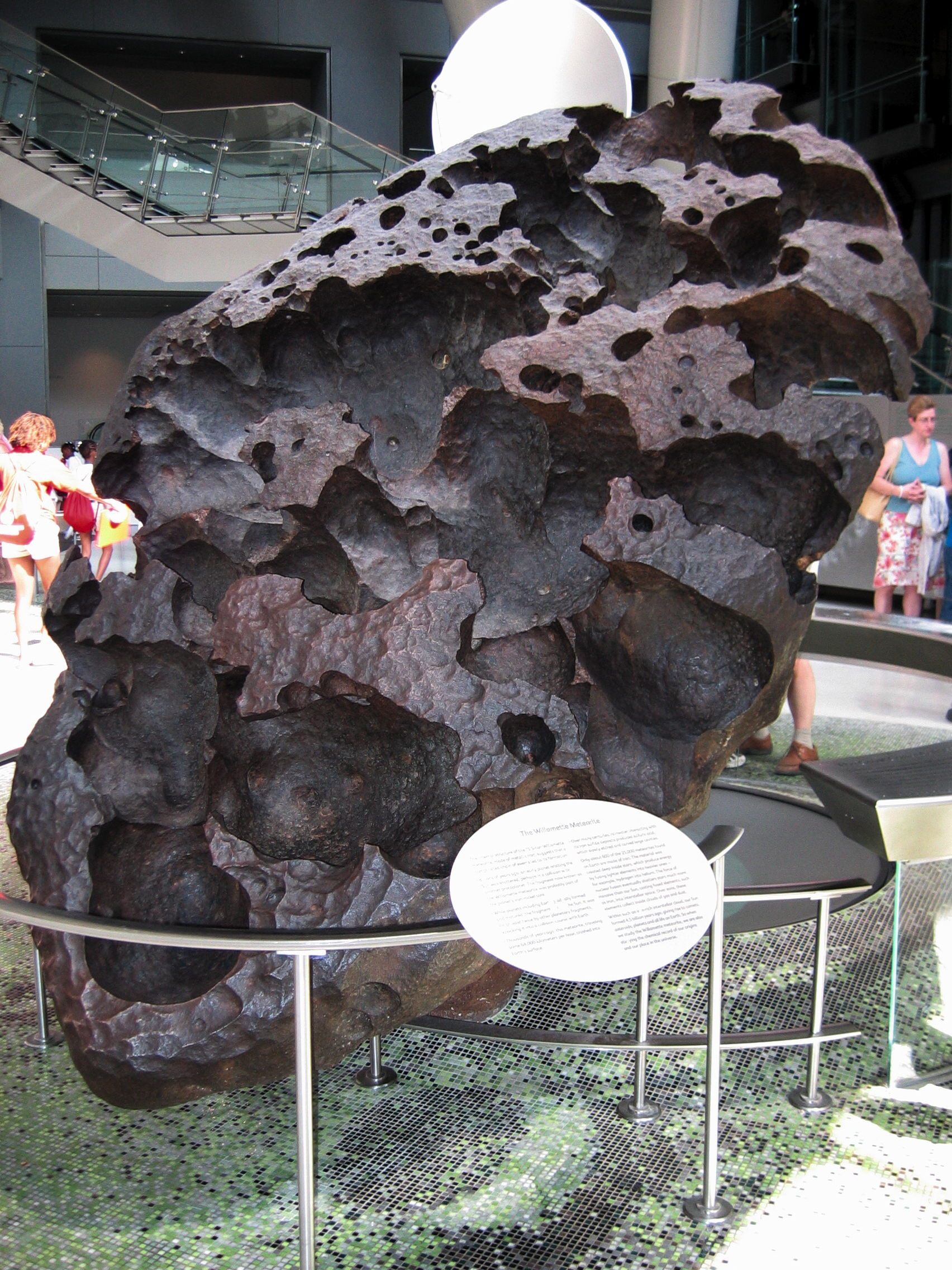
Meteorito Willamette, Oregon, Estados Unidos
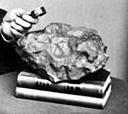
Meteorito, que caiu em Wisconsin, Estados Unidos em 1868
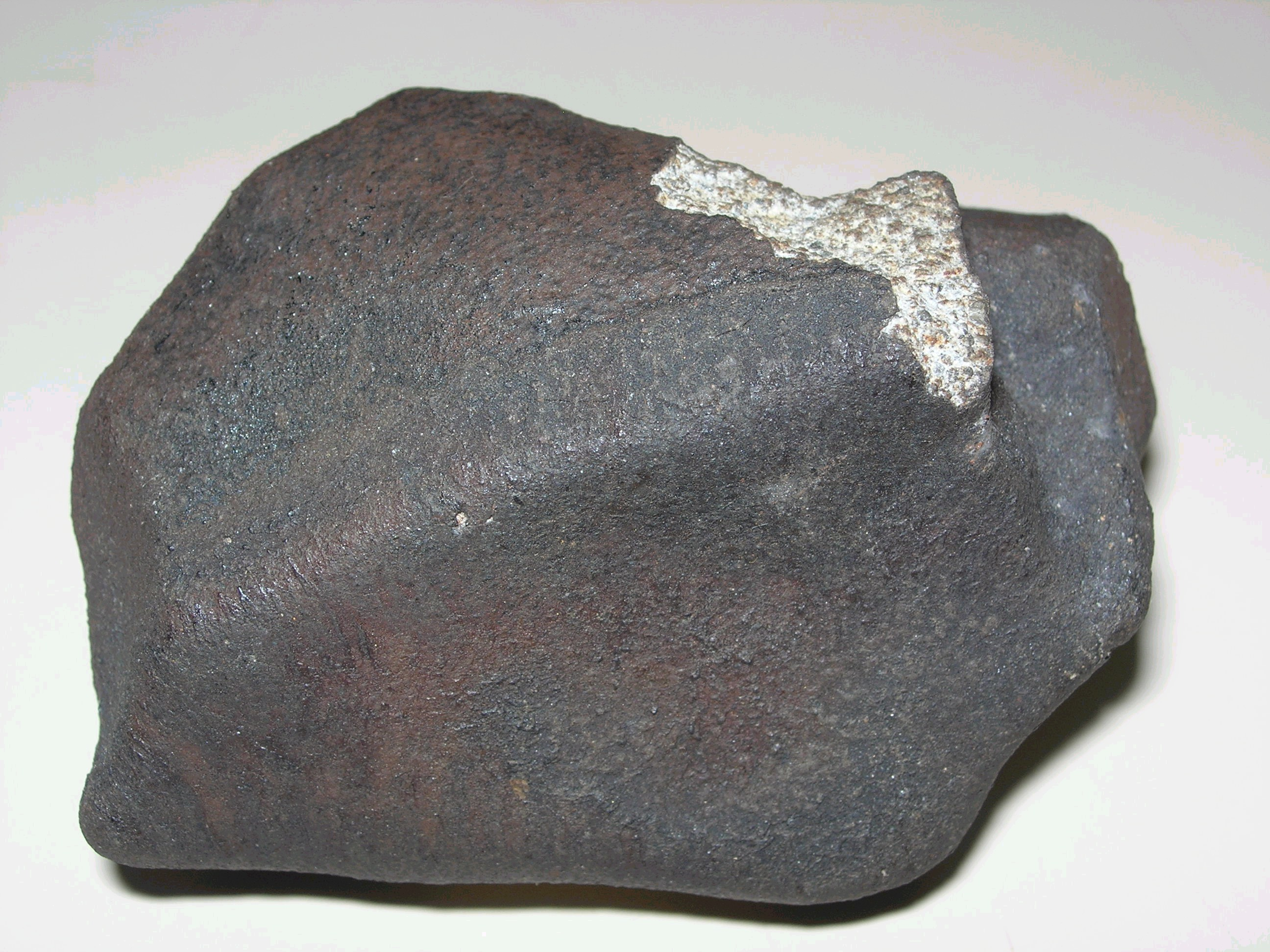
Meteorito Marília, um condrito H4, que caiu em Marília, Brasil em 1971
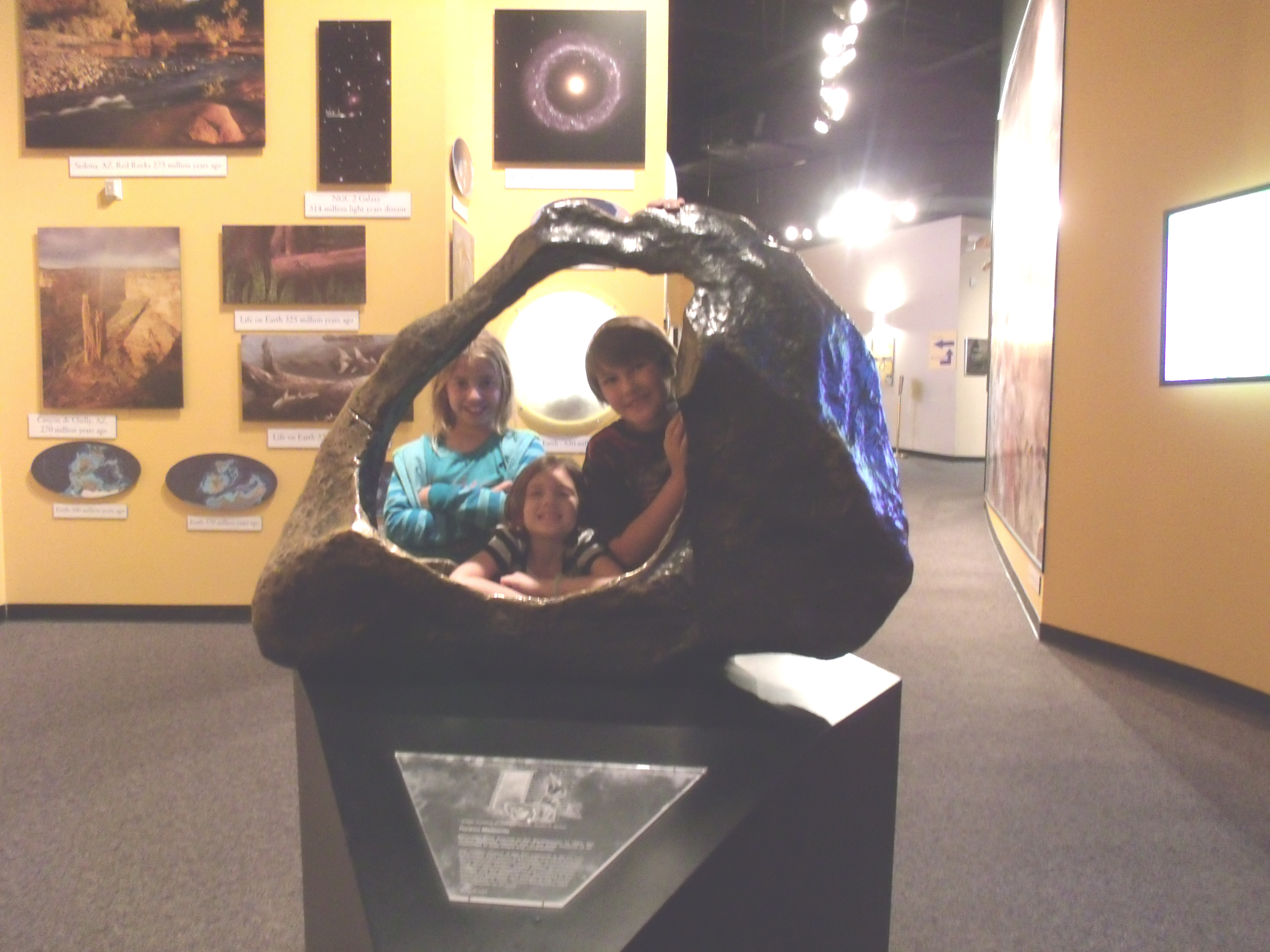
Crianças posando atrás do Meteorito Tucson Ring no Museu de História Natural do Arizona, Estados Unidos
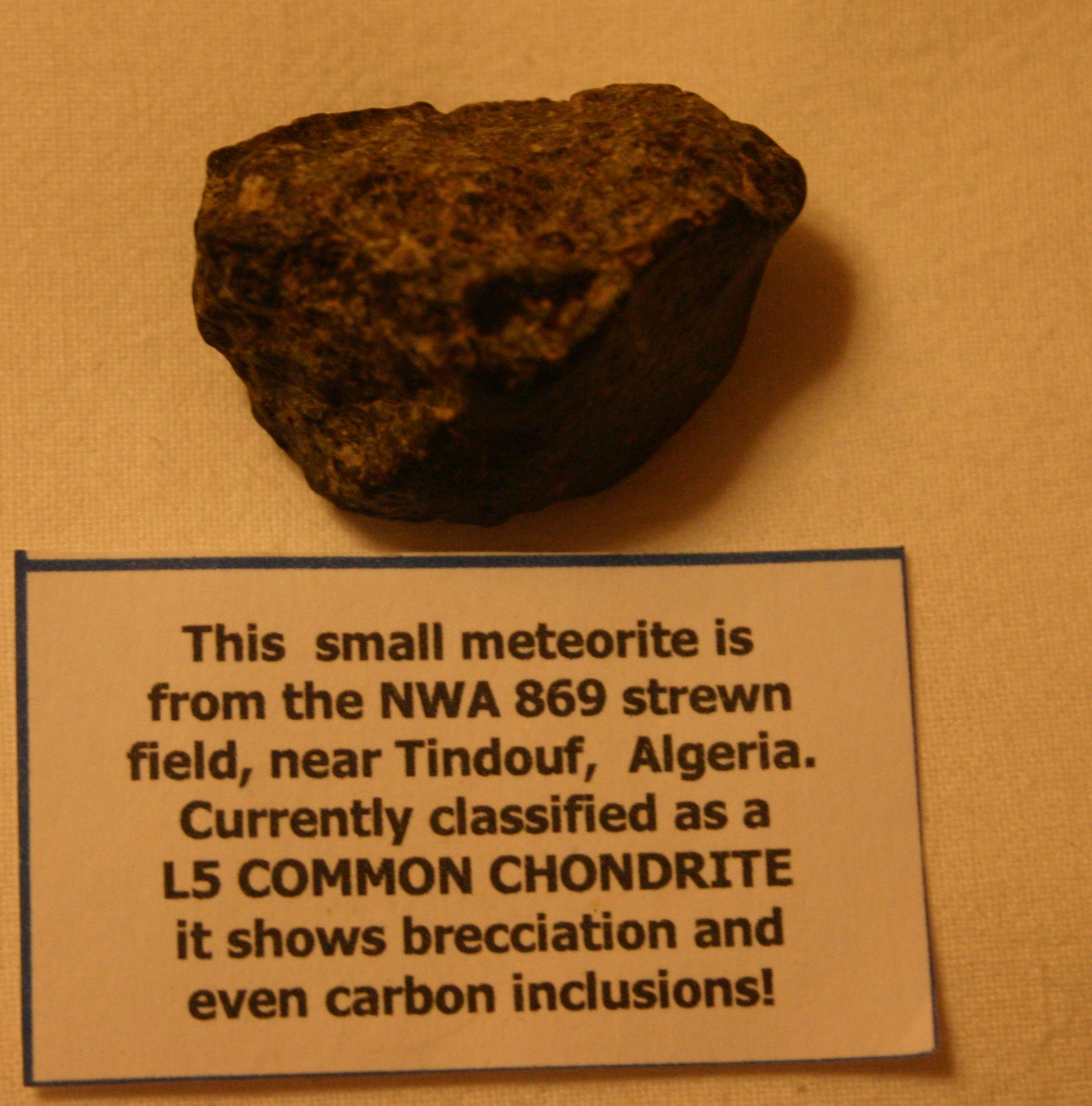
Meteorito com brecha e inclusões de carbono de Tindouf, Argélia

### Relativo a meteoroides
- Nuvem de poeira interplanetária
- Micrometeoroide
- Objetos próximos da Terra

### Relativo a meteoros
- American Meteor Society
- Bólido
- Desert Fireball Network
- Bola de fogo verde
- Hidrometeoro
- Organização Internacional de Meteoros
- Leónidas
- Lista de chuvas de meteoros
- Líridas
- Explosão de meteoro
- North American Meteor Network
- Oriónidas
- Perseidas
- Bólido hipotético de Tollmann

### Relativo a meteoritos
- Bétilo – Pedras sagradas feitas de meteoritos
- Cratera de impacto
- Evento de impacto
- Nuvem de poeira interplanetária#Coleta de poeira na Terra
- Meteorito
- Micrometeorito
- Tectito